# Magyarország főútjai

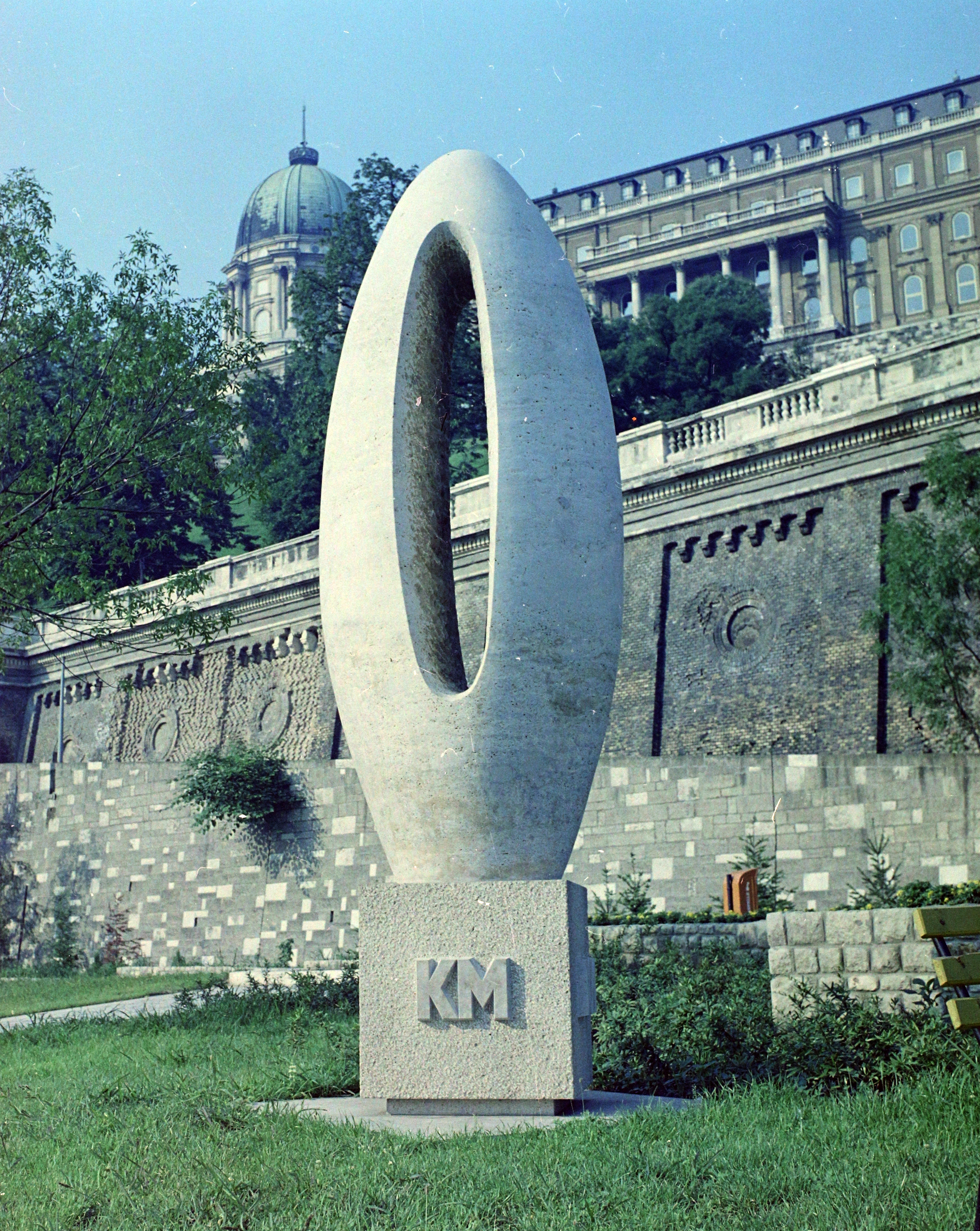
A „0” kilométerkő a budapesti Clark Ádám téren; innen indul a 2-es, a 3-as, a 4-es, az 5-ös, a 6-os, a 7-es, a 10-es, a 11-es, a 31-es és az 51-es főút kilométer-számozása.

Magyarország úthálózatának gerincét alkotják a már elkészült gyorsforgalmi utak mellett a főutak. Besorolásuk szerint lehetnek első-, illetve másodrendűek. A főutak jellemzően 2x1 sávos kialakítással rendelkeznek, de városi, illetve olyan szakaszokon, melyeken a forgalmi adatok azt indokolják több forgalmi sávval is rendelkezhetnek irányonként. Magyarország főútjain (ahogy minden közúton) alapesetben 90 km/h a legnagyobb megengedett sebesség lakott területen kívül, míg azon belül 50 km/h.
A főutak nem tévesztendők össze más úttípusokkal, például az autópályákkal és az autóutakkal. Az autóutakon csak különszintű csomópontok épülhetnek és a rajtuk megengedett legnagyobb sebesség 110 km/h.

## Történetük

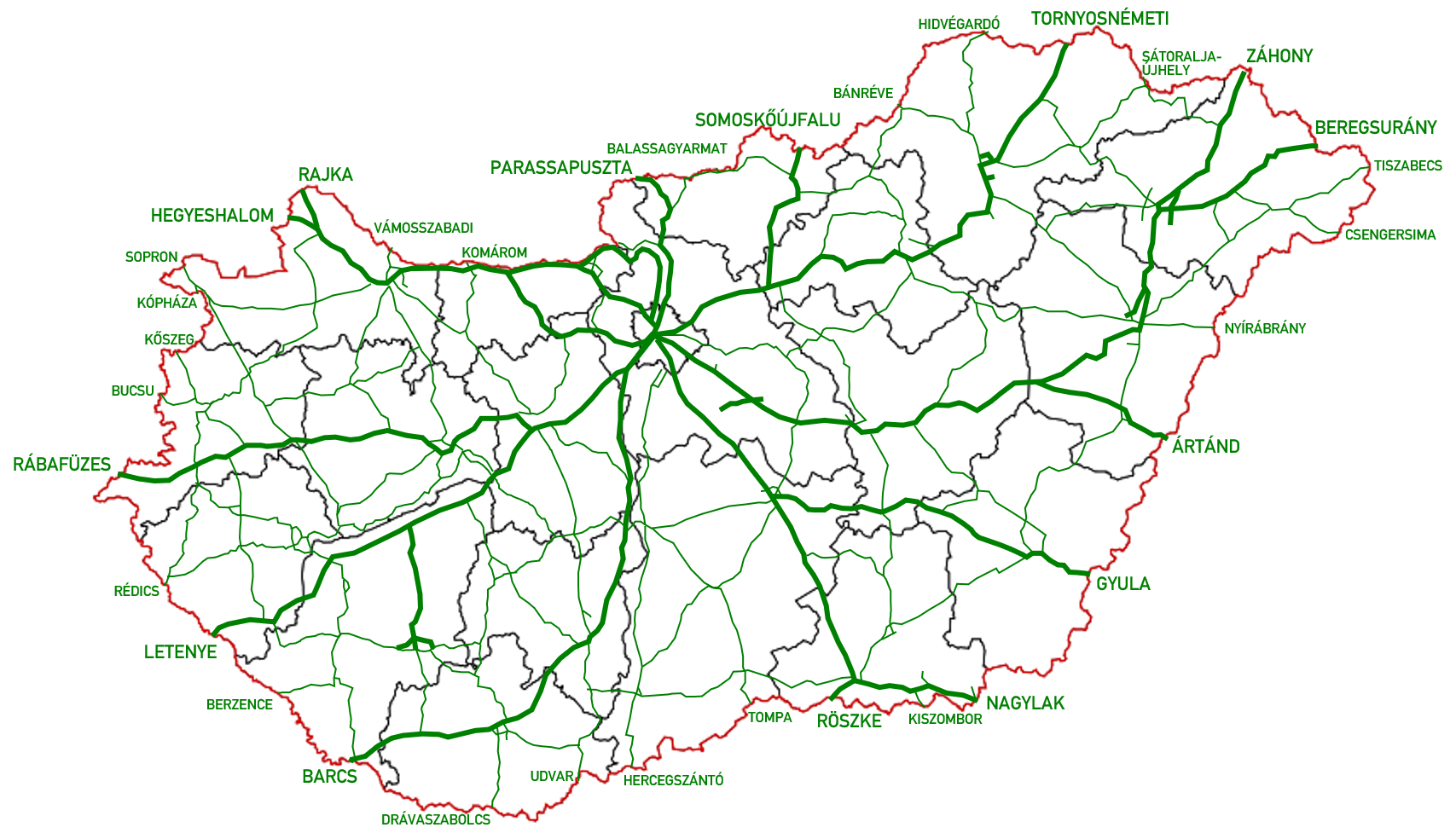
Magyarország főútjai

### A főutak kialakulása
A történeti úthálózat kialakulásában a Dunántúlon az ókori közlekedési hálózatból ránk maradt római kori úthálózat is nagy szerepet kapott. Ezek közül a legismertebb és részben eredeti nyomvonalán jelenleg is főútként működik a borostyánút.
A középkorban az ország északi, nyugati és egyes keleti részein, ahol a hegyes vidékeken lehetett követ találni az útépítéshez, ott jobb volt a közlekedés. Az Alföldön, a Duna–Tisza közén nem volt használható út.
Széchényi A Hitel című munkájában így irt erről:

„Az Ország sok tájékin zsíros, fekete vagy ragadó agyag földeken ásatik 5-6 ölre egymástúl közegyenleg két mély árok, s az áldott termékeny föld árkok közé domboltatik fel…. a ’ munkások’ képzeletek szerint országutat készítenek , melly minden tréfán kivül hazánkban, sok helyen búza alá alkalmasabb lenne, mint utazók s társzekerek számára … a’ magasb töltésnek  közönségesen csak azon haszna szokott lenne, hogy a’ kocsi melly dűl, ’s az utazó benne kékebbre üti testét, - a’ domború út pedig arra hasznos, hogy a’ ráhányt föld mélyebb, a’ sár nagyobb ’s így a süllyedés bizonyosb. ”

– Széchenyi István, A Hitel

A rossz utak, a nemesi előjogok a posta kialakulását hátráltatták. A vasút előtti időkben háromfajta postakocsijárat volt.
- gyorsposta – utasokat, leveleket, csomagokat vitt,
- lassúbb postaszekér – az értékesebb áruk mellett ugyancsak szállított utasokat,
- postai társzekér – kizárólag áruszállítási célokra szolgált.

A gyorsposta csak két helyen közlekedett. Buda és Bécs között 30 órás úttal, Pozsonyból Bécsbe 6 óra alatt. A postás szekerek is csak nyolc irányban közlekedtek, volt olyan is, mely csak két hetente járt. A társzekér útja Budáról Bécsbe 57 órát vett igénybe. A rossz utakon kívül a nemesi önkény is sokat ártott a postának. Megtörtént, hogy a földesúr órákig váratta a postakocsit a révnél.
Magyarországon 1848-ban összesen 2300 km kiépített közúthálózat volt. 26 vármegyében egyáltalán nem volt közút. Rendszeresen gondozott utakról csak a vasútépítések megindulásával és a közutak állami kezelésbe vételével, a 19. század közepétől lehet beszélni.
Az államutak kiépítésének biztosítására 1855-ben külön intézkedéseket hoztak meg. Fenntartásukra a birodalmi költségvetésben irányoztak elő pénzösszegeket és azt az országos útalapba utalványozták be. A durva munkák, földmunkák s fuvarozások teljesítését a községek feladatává tették. Ezeket saját lakosaikkal vagy vállalkozókkal oldották meg, de a munkáért fiktív napszámbéreket állapítottak meg. A komolyabb munkák 1852-ben kezdődtek meg, miután az állami utakat felmérték és mérföldkövekkel láttak el. Ebben az évben volt a legnagyobb az államúti hálózat, ezután fogyni kezdett. A hálózat csökkentésének az a téveszme volt az oka, hogy ahol vasút van, azzal párhuzamosan állami útnak nem szabad haladnia. 1873-ban Tisza Lajos közlekedési miniszter tervjavaslata kimondta, hogy az állami vasúthálózatot fejleszteni kell, az állami úthálózatból pedig kihagyásokat kell eszközölni.

## A 20. század

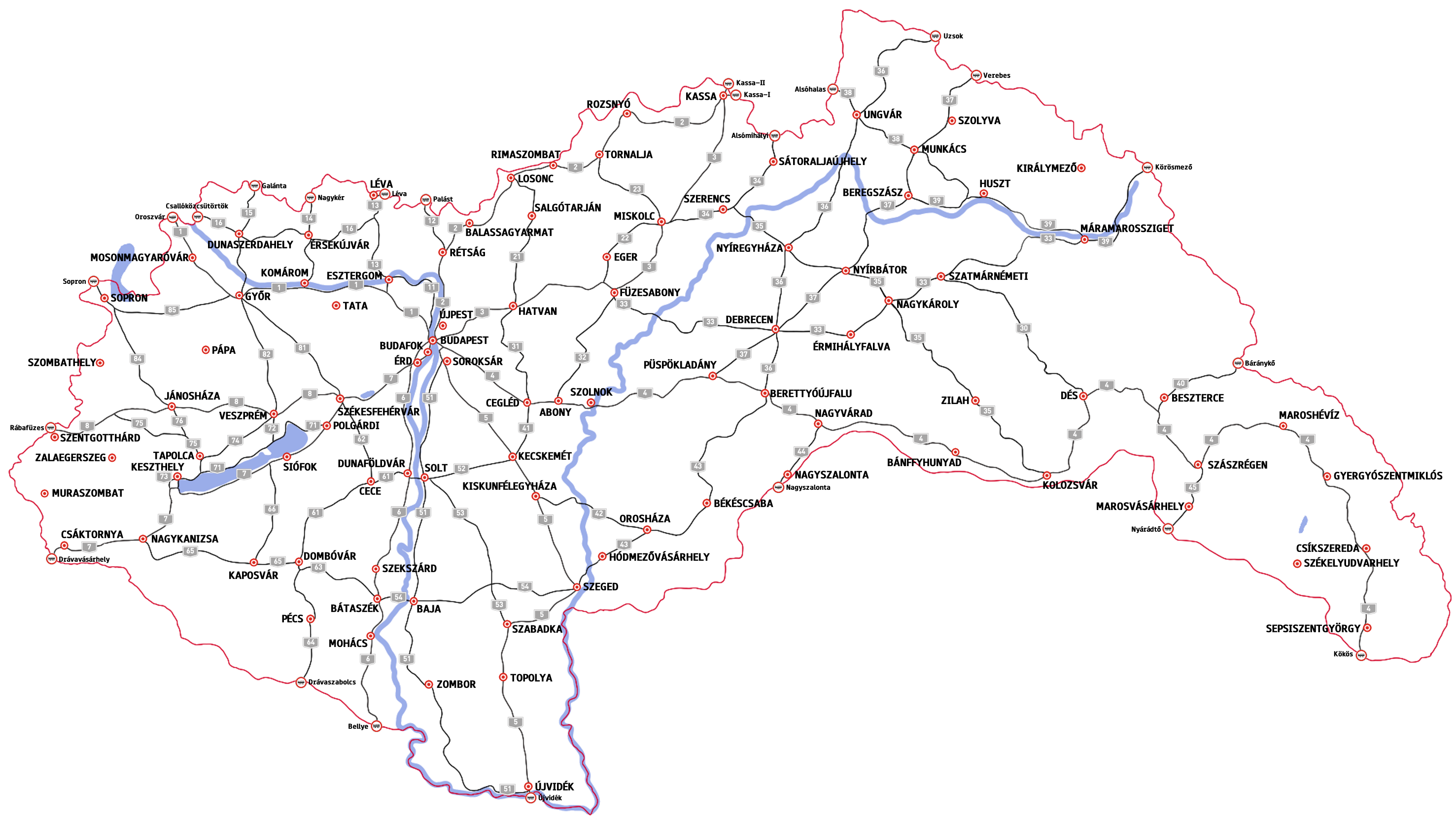
A Magyar Királyság első-és másodrangú főútjai 1941-ben

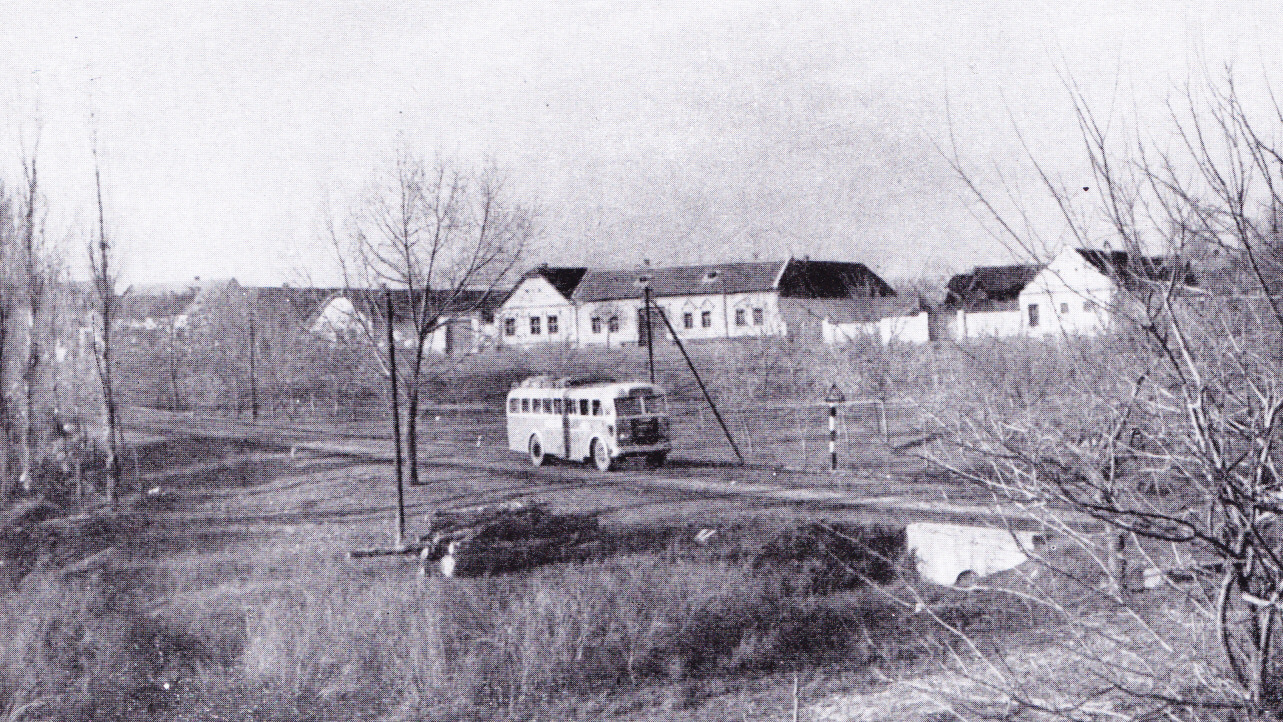
Az 55-ös főút látképe az 1960-as években Csávoly térségében

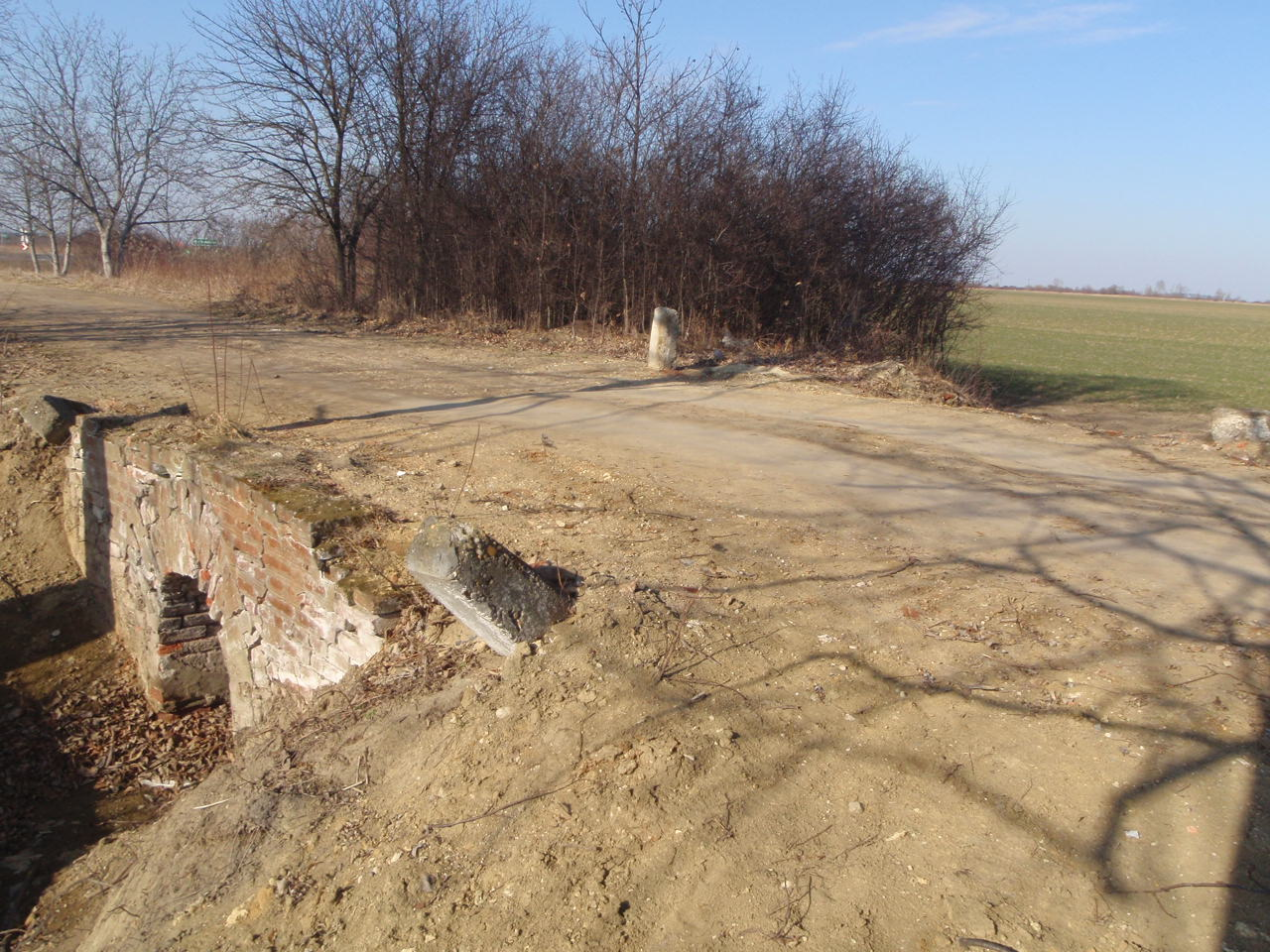
A 87-es főút felhagyott szakasza Gencsapátinál, az 1940-es évek állapotát mutatva

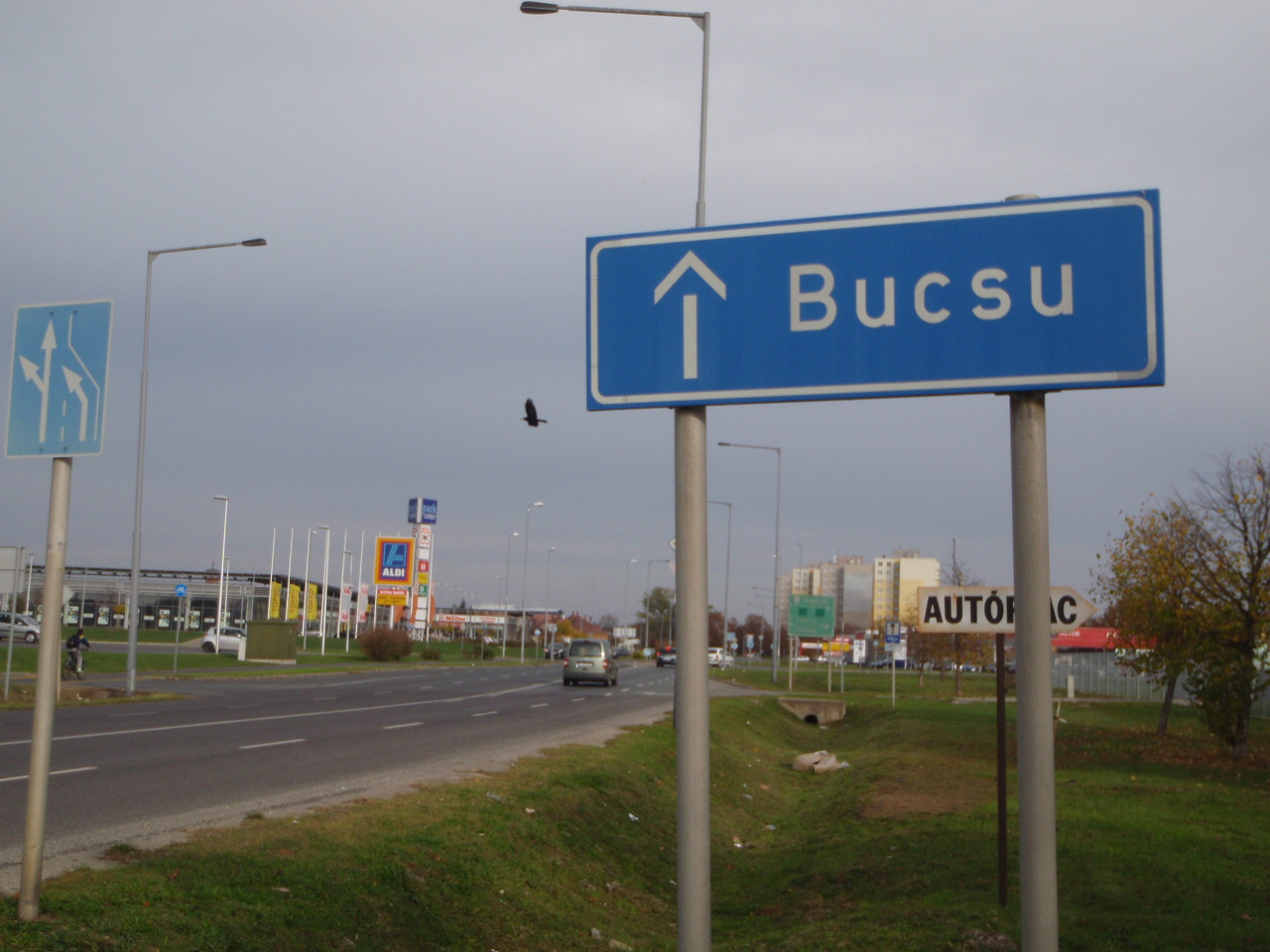
Szombathely, a 86-os főút egykori városi szakasza mellett megmaradt, kék színű, útirányt jelző tábla. A táblák alapszíne az 1980-as évek végétől lett kék helyett a ma is használatos zöld alapú főutakon, az autópályák esetében pedig zöldről kék

A 20. század elején Magyarországot is elérte a gépkocsik elterjedése, ami az utak kiépítésénél és karbantartásánál új szempontok érvényesítését követelte meg. Az úthálózaton addigra már jobbára makadámburkolat feküdt, aminek a legkisebb szélessége 2,70 m volt.
A gépkocsik számára veszélyt jelentettek az útfelület egyenetlenségei. Ezeken a gépkocsi csak lassítással tudott az utasok vagy a rakomány veszélyeztetése nélkül áthaladni. Az 1920-as évek elejére, az I. világháború miatt az üzemben tartott gépkocsik száma némileg lecsökkent (1913-ban 2876; 1921-ben 2734 volt). A gépkocsiforgalom csak az ország gazdasági konszolidációja után kezdett újra fejlődni. Az utakat portalanítani kellett, az útburkolatot a nehezebb járművek miatt erősebbre és szélesebbre kellett kiépíteni.
1934-ben a kereskedelem- és közlekedésügyi miniszter 70 846/1934. számú rendelete határozta meg az akkori főútvonal-hálózat elemeit, nyolc, egyetlen számjeggyel jelölt elsőrendű, harmincöt másodrendű (két számjegyű) és százötven harmadrendű (három számjegyű) főút − a rendelet szóhasználatával: főközlekedési közútvonal − kijelölésével. Az akkori elsőrendű főutak vonalvezetése, több-kevesebb nyomvonal-korrekciótól eltekintve − például hogy az 1-es főút akkor még Dorogon, a 2-es Balassagyarmaton át húzódott, a 4-es Püspökladány után Biharkeresztes felé folytatódott – megegyezett a jelenkori, azonos számozású főutakéval, és az akkori másodrendű főutak is nagyrészt főútnak számítanak azóta is. Az útszámozás rendszerében ráadásul megjelent már a szektorelv is, vagyis az a logika, hogy az elsőrendű főutak számtartományokra osztják az ország területét, és ezekben a számtartományokban az alacsonyabb rendű főutak mind azzal a számjeggyel kezdődnek, amilyen számozású út az adott szektort (az óramutató járása szerinti irányból) megnyitotta. A harmadrendű főutaknál a másodrendűekkel való viszonyukban még nem valósult meg maradéktalanul ez az elv, de láthatóan ott is törekedtek erre, és jelentős hányaduknál az első két számjegy megfelelt a szektorelv alapján nekik kiosztandó számjegyeknek.

### Főútjaink napjainkban
Az 1990-es években kialakult úthálózat-fejlesztési stratégia az ország egyközpontú (Budapest) térszerkezetét gyűrű irányú kapcsolatokkal kívánta kiegészíteni. Az utak jelentősége az autók számának növekedésével azóta is egyre nő.

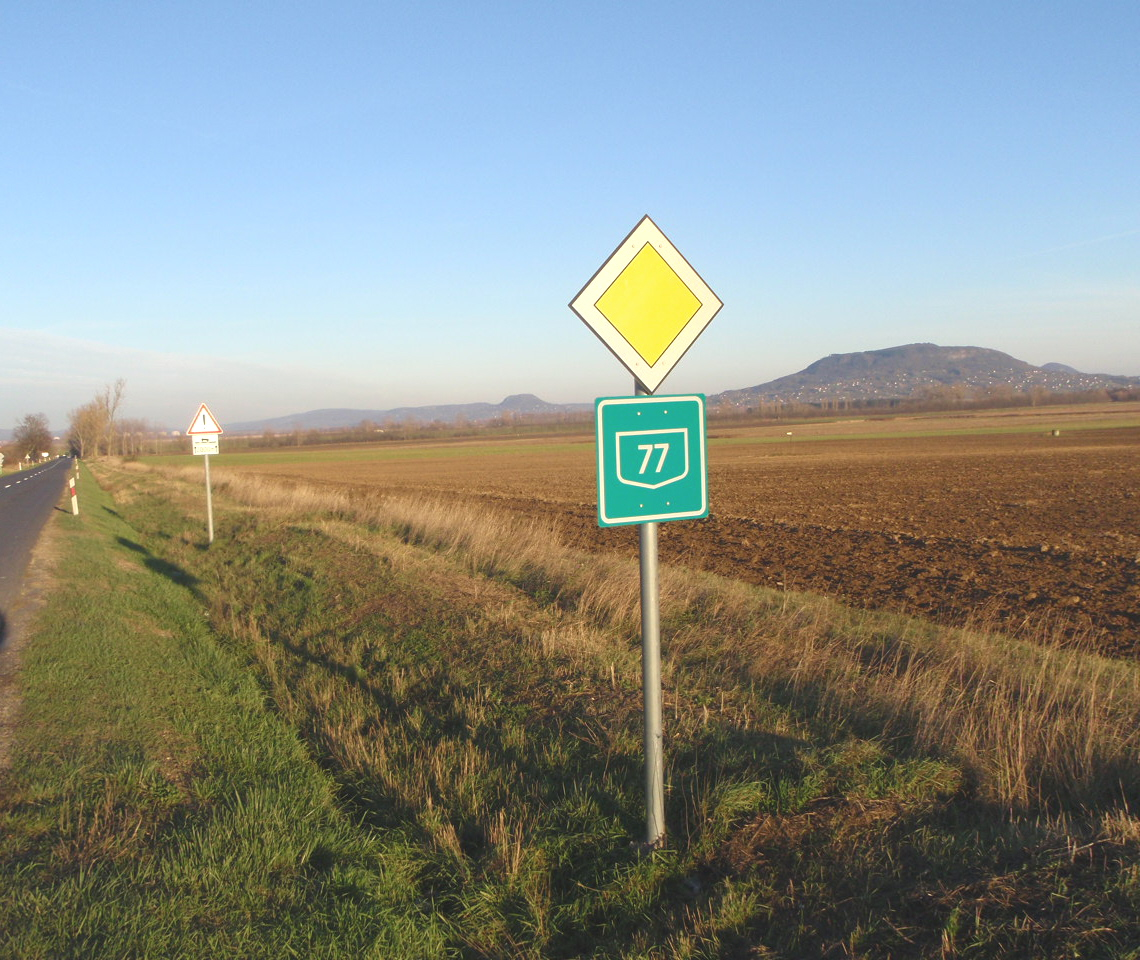
A viszonylag későn, 2013-ban kijelölt 77-es főút vége Lesencetomajnál, háttérben a Szent György-hegy

A 20. század utolsó évtizedeiben a nagy kapacitású autóutak, az autópályák már erőteljesen befolyásolták az ország térszerkezetét, a regionális kapcsolatokat, átstrukturálták a városok belterületét és kihatottak a településszerkezetrk alakulására is. Az autópályák vonzzák az új befektetéseket. Ezek birtoklásáért verseny folyik a települések között, ami segíti az infrastrukturális fejlesztéseket. Az autópálya-építésekkel párhuzamosan haladó egykori főutakat az 1990-es évekig az adott pályaszakasz átadásával egyidejűleg átszámozták, így az 1-es főútból 100-as, az 5-ös főútból 50-es főút lett. Az évtized végén a főutak számozását ismét az eredeti jelzésével jelölték.
2013. július 1-től az elektronikus útdíjrendszer bevezetésével egyetemben korábbi 12 mellékútból főút lett:
- 55-ös főút: Alsónyék-Bátaszék elkerülő, addigi jelölése: 5115. jelű mellékút
- 57-es főút: Pécs déli elkerülő, addigi jelölése: 5831. jelű mellékút
- 77-es főút: Veszprém-Tapolca-Lesencetomaj, addigi jelölése: 7301. jelű mellékút
- 222-es főút: Balassagyarmat-országhatár, addigi jelölése: 2204. jelű mellékút
- 427-es főút: Berettyóújfalu déli elkerülő (átkötés), addigi jelölése: 4214. jelű mellékút
- 430-as főút: Makó keleti elkerülő, addigi jelölése: 4415. és 44 456 jelű mellékút
- 578-as főút: Pécs keleti elkerülő, addigi jelölése: 5618. és 5721 jelű mellékút
- 651-es főút: Nagykónyi-Iregszemcse, addigi jelölése: 6510. jelű mellékút
- 681-es főút: Nagyatád-Berzence, addigi jelölése: 6809. jelű mellékút
- 830-as főút: Veszprém északi elkerülő, addigi jelölése: 83 102. jelű mellékút
- 832-es főút: Pápa-Veszprémvarsány, addigi jelölése: 8302. jelű mellékút
- 834-es főút: Pápa-Sárvár, addigi jelölése: 8404. jelű mellékút.

## Főutak

### Elsőrendű főutak
| Név | Jele | Érintett települések, nagyobb kereszteződések                                                                   | Hossz (km) | Térkép |
| --- | ---- | --- | ---------- | ------ |
| 1   |      | Budapest – Bicske – Tatabánya – Tata – Komárom – Győr – Mosonmagyaróvár – Hegyeshalom – Ausztria                | 175,08     |        |
| 2   |      | Budapest – Dunakeszi – Vác – Rétság – Hont – Szlovákia                                                          | 63,99      |        |
| 3   |      | Budapest – Hatvan – Gyöngyös – Füzesabony – Mezőkövesd – Miskolc – Szikszó – Encs – Tornyosnémeti – Szlovákia   | 230,17     |        |
| 4   |      | Budapest – Cegléd – Szolnok – Püspökladány – Debrecen – Hajdúhadház – Nyíregyháza – Kisvárda – Záhony – Ukrajna | 329,94     |        |
| 5   |      | Budapest – Dabas – Kecskemét – Kiskunfélegyháza – Szeged – Röszke – Szerbia                                     | 168,01     |        |
| 6   |      | Budapest – Dunaújváros – Szekszárd – Pécs – Barcs – Horvátország                                                | 246,36     |        |
| 7   |      | Budapest – Székesfehérvár – Siófok – Nagykanizsa – Letenye – Horvátország                                       | 229,39     |        |
| 8   |      | Székesfehérvár () – Veszprém – Szentgotthárd – Ausztria                                                         | 185,88     |        |
| 10  |      | Budapest – Pilisvörösvár – Dorog – Almásfüzitő                                                                  | 65,14      |        |
| 15  |      | Mosonmagyaróvár – Rajka – Szlovákia                                                                             | 17,47      |        |
| 21  |      | Hatvan – Lőrinci – Pásztó – Salgótarján – Somoskőújfalu – Szlovákia                                             | 65,85      |        |
| 41  |      | Nyíregyháza – Baktalórántháza – Vásárosnamény – Beregsurány – Ukrajna                                           | 72,24      |        |
| 42  |      | Püspökladány – Berettyóújfalu – Biharkeresztes – Ártánd – Románia                                               | 63,53      |        |
| 43  |      | Szeged – Makó – Nagylak – Románia                                                                               | 52,11      |        |
| 44  |      | Kecskemét – Békéscsaba – Gyula – Románia                                                                        | 145,32     |        |
| 354 |      | Debrecen északi elkerülő                                                                                        | 15,42      |        |
| 403 |      | Nyíregyháza keleti elkerülő                                                                                     | 13,74      |        |
| 405 |      | M5–Újhartyán–Albertirsa–M4                                                                                      | 18,20      |        |
| 502 |      | Szeged nyugati elkerülő                                                                                         | 6,03       |        |

## Díjfizetés

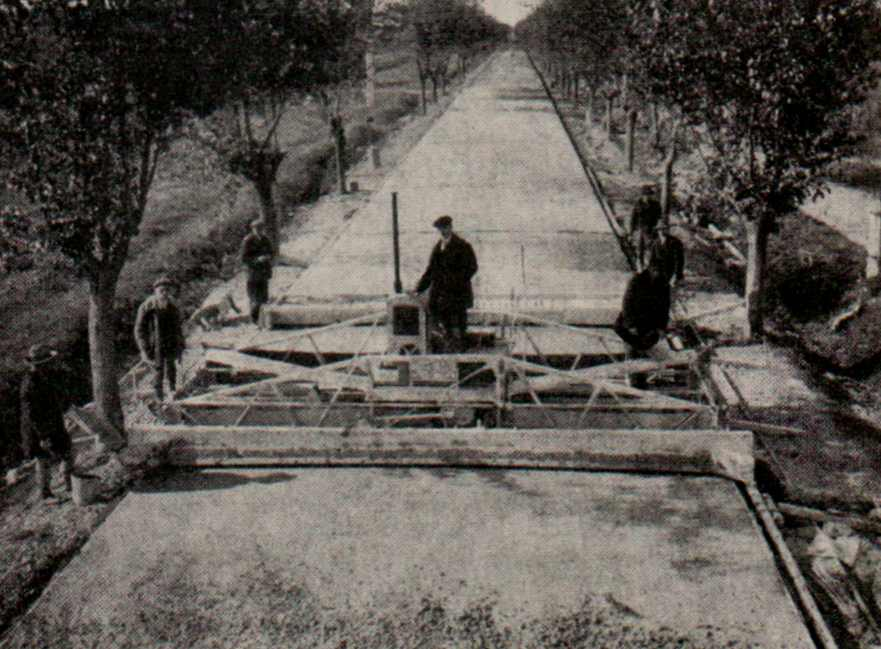
A Budapest–Bécs közötti betonút az 1920-as években

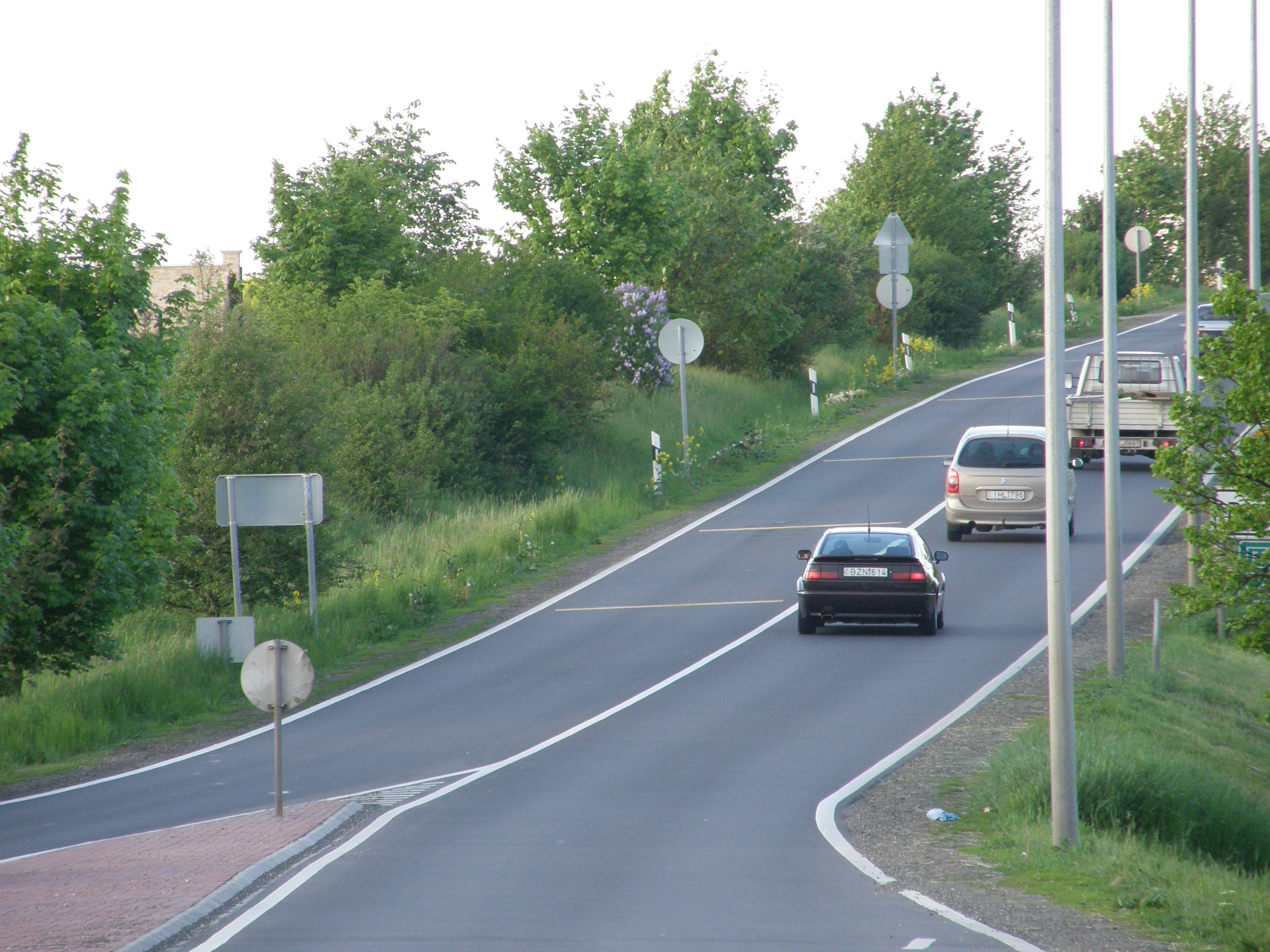
A 2-es főút Rétságon

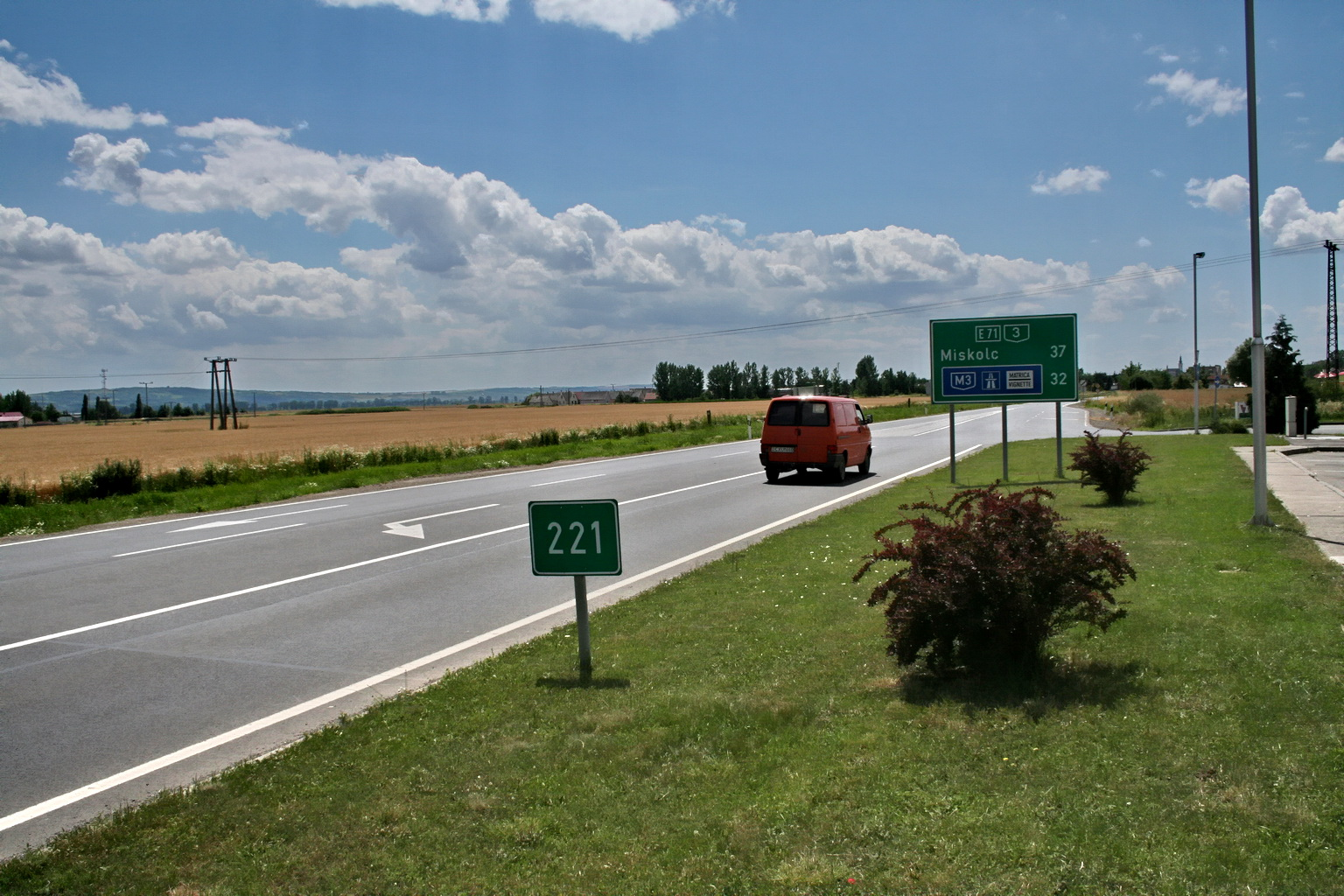
A 3-as főút Encstől nem messze, a 221-es kilométernél

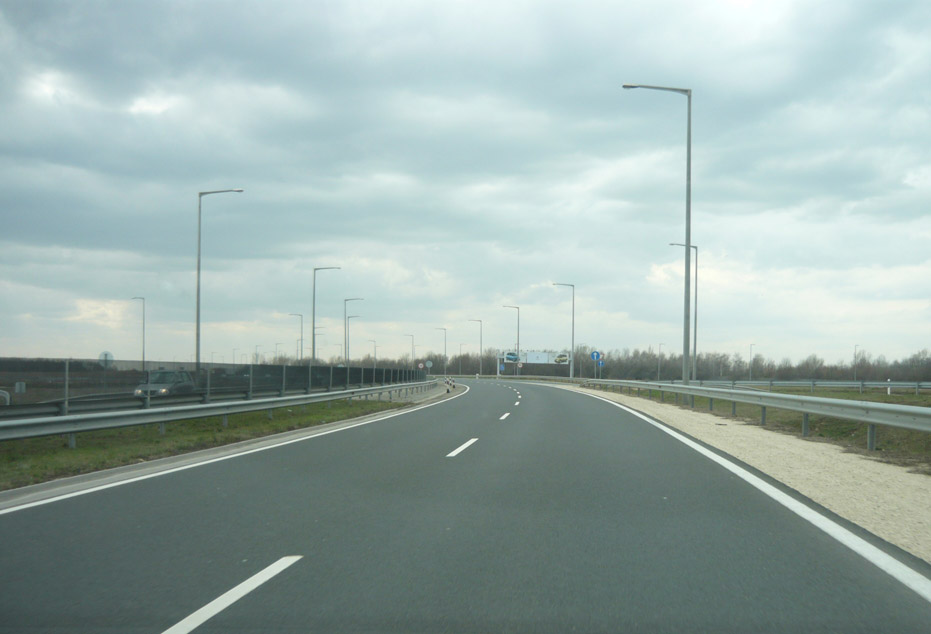
A 4-es főút valahol Budapest és Vecsés között

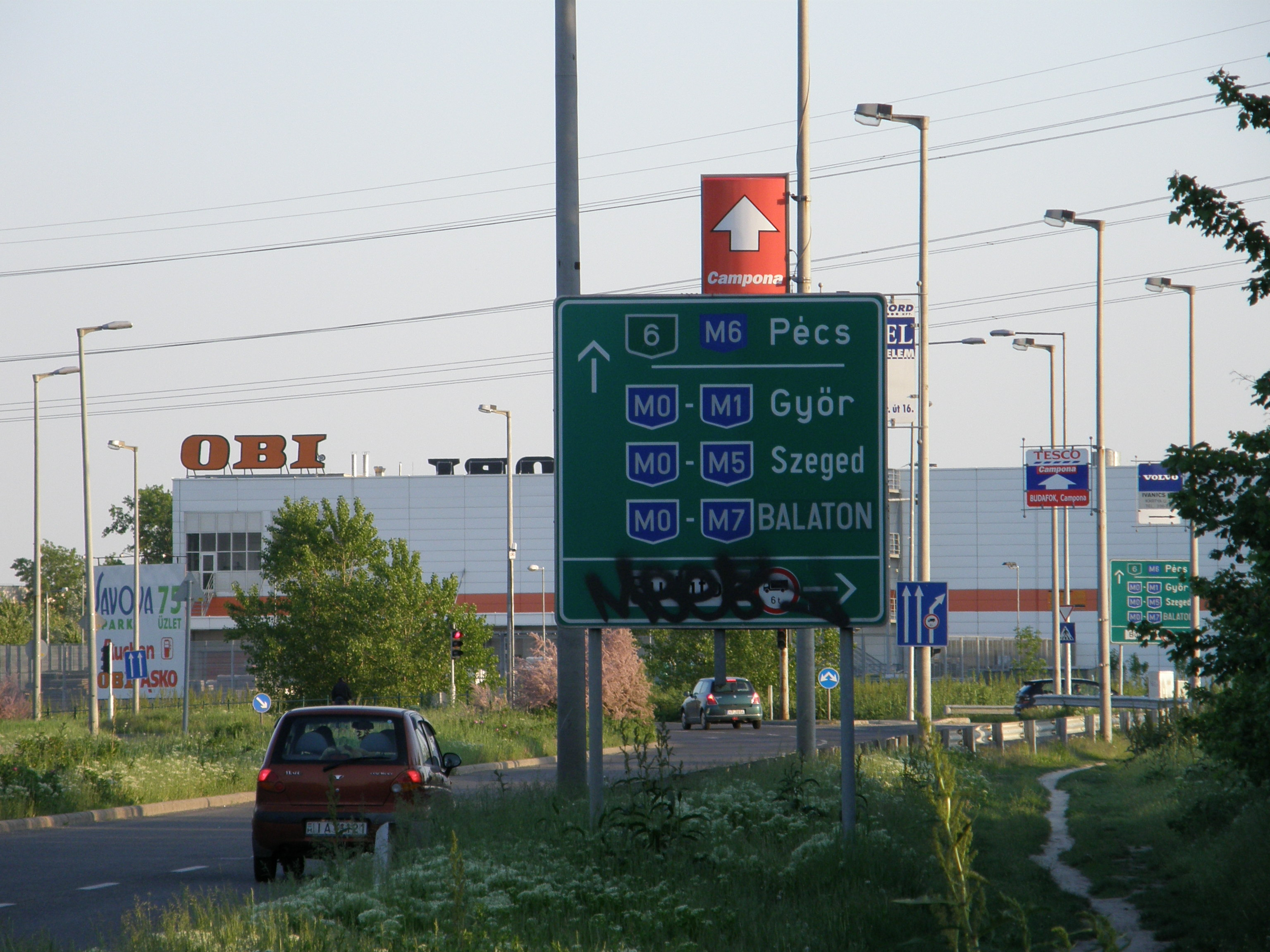
A 6-os főút a főváros szélén

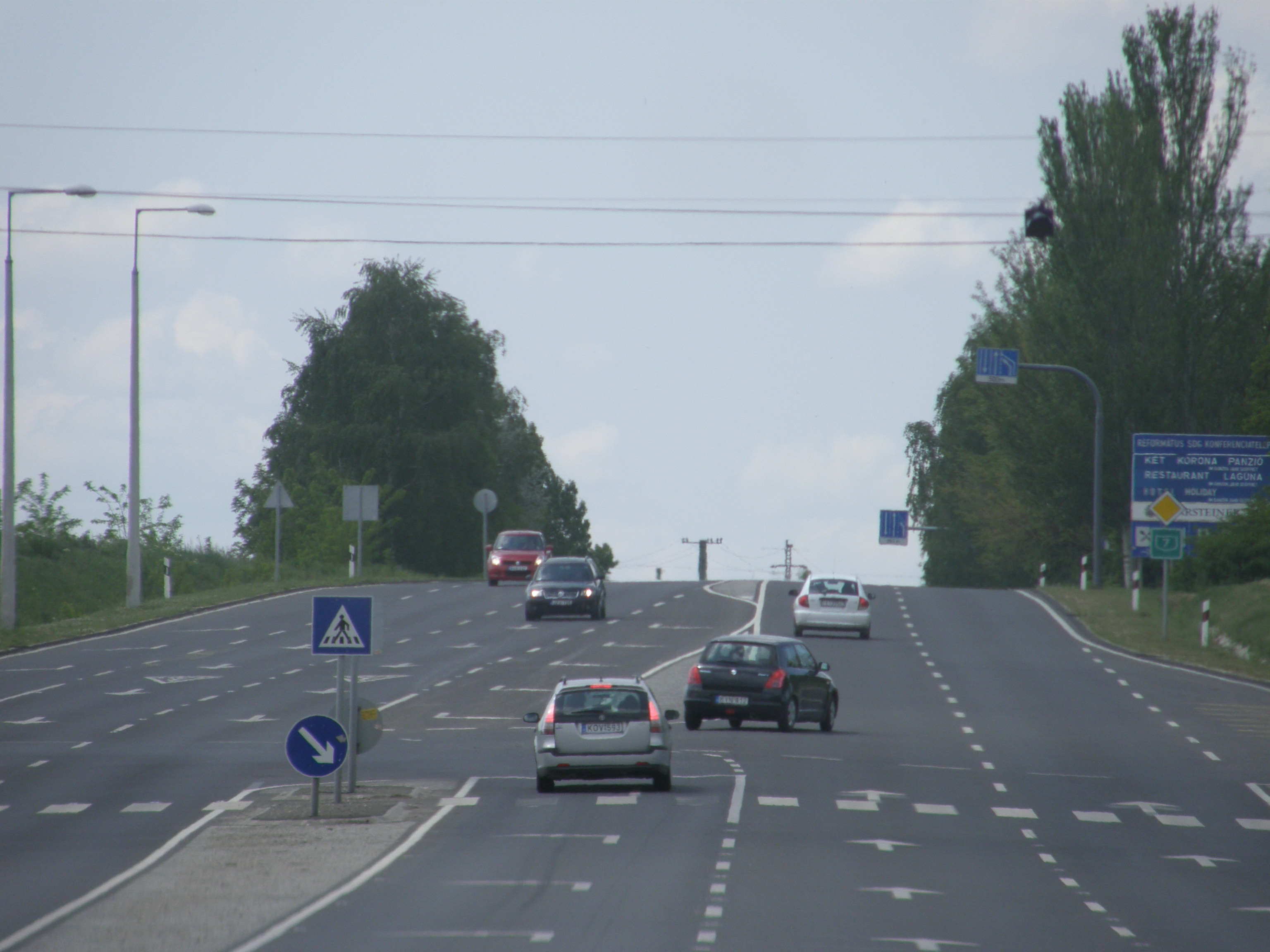
A 7-es főút Balatonszárszó külterületén; az úttól jobbra a balatonszárszói Orgona utca, balra pedig az M7-es autópálya található

Magyarország főútjai majdnem minden gépjármű-kategória számára ingyenesek, kivéve az alábbi túlterhelt szakaszon kell díjat fizetniük a kijelölt tömeget meghaladó J2, J3, és J4-es kategóriájú járműveknek:

| Tranzit főútvonal-szakaszok | J1 (<3,5 t) kategória | J2 + J3 + J4 kategóriák                       |
| --------------------------- | --------------------- | --------------------------------------------- |
|                             | Nincs díj             | Budapest – Hegyeshalom                        |
|                             | Nincs díj             | Vác – Rétság                                  |
|                             | Nincs díj             | Budapest – Miskolc                            |
|                             | Nincs díj             | Budapest – Záhony                             |
|                             | Nincs díj             | Budapest – Röszke                             |
|                             | Nincs díj             | Budapest – Barcs                              |
|                             | Nincs díj             | Székesfehérvár – Szentgotthárd                |
|                             | Nincs díj             | Budapest – Almásfüzitő                        |
|                             | Nincs díj             | Budapest – Tokod                              |
|                             | Nincs díj             | Vác – Szob                                    |
|                             | Nincs díj             | Kisbér – Komárom                              |
|                             | Nincs díj             | Győr – Vámosszabadi                           |
|                             | Nincs díj             | Hatvan – Somoskőújfalu                        |
|                             | Nincs díj             | Rétság – Salgótarján                          |
|                             | Nincs díj             | Bátonyterenye – Szentdomonkos                 |
|                             | Nincs díj             | Gyöngyös – Eger                               |
|                             | Nincs díj             | Bánréve – Kerecsend                           |
|                             | Nincs díj             | Miskolc – Bánréve                             |
|                             | Nincs díj             | Sajószentpéter – Tornanádaska                 |
|                             | Nincs díj             | Nagykáta – Füzesabony                         |
|                             | Nincs díj             | Hatvan – Szolnok                              |
|                             | Nincs díj             | Füzesabony – Debrecen                         |
|                             | Nincs díj             | Tiszafüred – Fegyvernek                       |
|                             | Nincs díj             | Debrecen – Nyékládháza                        |
|                             | Nincs díj             | Polgár – Nyíregyháza                          |
|                             | Nincs díj             | Felsőzsolca – Sátoraljaújhely                 |
|                             | Nincs díj             | Tarcal – Nyíregyháza                          |
|                             | Nincs díj             | Vásárosnamény – Országhatár                   |
|                             | Nincs díj             | Püspökladány – Országhatár                    |
|                             | Nincs díj             | Mezőpeterd – Országhatár                      |
|                             | Nincs díj             | Szeged – Nagylak                              |
|                             | Nincs díj             | Kecskemét – Gyula                             |
|                             | Nincs díj             | Kunszentmárton-Szentes-Hódmezővásárhely       |
|                             | Nincs díj             | Törökszentmiklós – Mezőberény                 |
|                             | Nincs díj             | Hódmezővásárhely – Debrecen                   |
|                             | Nincs díj             | Debrecen – Nyírábrány                         |
|                             | Nincs díj             | Vaja – Csenger                                |
|                             | Nincs díj             | Budapest – Hercegszántó                       |
|                             | Nincs díj             | Kecskemét – Dunaföldvár                       |
|                             | Nincs díj             | Tompa – Dunaföldvár                           |
|                             | Nincs díj             | Kecskemét – Sükösd                            |
|                             | Nincs díj             | Bátaszék – Szeged                             |
|                             | Nincs díj             | Bátaszék – Mohács                             |
|                             | Nincs díj             | Pécs – Mohács                                 |
|                             | Nincs díj             | Pécs – Harkány                                |
|                             | Nincs díj             | Dunaföldvár – Nagykanizsa                     |
|                             | Nincs díj             | Dunaújváros – Székesfehérvár                  |
|                             | Nincs díj             | Szekszárd – Székesfehérvár                    |
|                             | Nincs díj             | Enying – Simontornya                          |
|                             | Nincs díj             | Siófok – Szekszárd                            |
|                             | Nincs díj             | Kaposvár – Pécs                               |
|                             | Nincs díj             | Balatonszemes – Szigetvár                     |
|                             | Nincs díj             | Balatonkeresztúr – Barcs                      |
|                             | Nincs díj             | Balatonkeresztúr – Enying                     |
|                             | Nincs díj             | Litér – Balatonfűzfő                          |
|                             | Nincs díj             | Veszprém – Csopak                             |
|                             | Nincs díj             | Vasvár – Nagykanizsa                          |
|                             | Nincs díj             | Keszthely – Rédics                            |
|                             | Nincs díj             | Körmend – Keszthely                           |
|                             | Nincs díj             | Veszprém – Tapolca – Lesencetomaj, 84-es főút |
|                             | Nincs díj             | Székesfehérvár – Győr                         |
|                             | Nincs díj             | Veszprém – Győr                               |
|                             | Nincs díj             | Városlőd – Győr                               |
|                             | Nincs díj             | Sopron – Balatonederics                       |
|                             | Nincs díj             | Győr – Sopron                                 |
|                             | Nincs díj             | Rédics – Mosonmagyaróvár                      |
|                             | Nincs díj             | Kám – Szombathely – Kőszeg                    |
|                             | Nincs díj             | Sárvár – Vát                                  |
|                             | Nincs díj             | Szombathely – Bucsu                           |

A mellékelt táblázatban felsorolt főutakon kívül az alábbi főutak esetében van díjfizetési kötelezettség: 101-es, 111-es, 117-es, 131-es (megszűnt),  132-es, 15-ös, 222-es, 302-es, 304-es, 311-es, 354-es,  401-es, 403-as, 405-ös, 427-es, 430-as, 431-es, 441-es, 442-es, 443-as, 446-os,  451-es, 470-es, 471-es, 474-es, 491-es, 502-es, 510-es, 511-es, 513-as, 541-es, 542-es, 551-es, 578-as, 610-es, 611-es, 631-es, 651-es, 681-es, 710-es, 760-as főút, 761-es, 811-es, 830-as, 832-es, 834-es, 860-as, 861-es főút.

## Lásd még
- Magyarország autópályái
- Magyarország leghosszabb hídjai